# قاعة الخلد
قاعة الخلد  (سابقا قاعة فيصل )هي بناية للاحتفالات الكبرى والمؤتمرات، ذات مدرجات وشكل مسرحي، ذي 400 مقعد، في غرب بغداد، باتجاه منطقة الكرخ، منطقة كرادة مريم، في شارع عبد المنعم رياض، كانت تقام فيها الفعّاليات والاحتفالات الكبرى والأسابيع الثقافية والاحتفالات الموسيقية، والأعراس الراقية ونحو ذلك. وكانت أفخم المسارح العراقية وأكبرها، ذات معدّات صوتية جيدة. تتميز القاعة انها شهدت  انعقاد اول جلسة  لمنظمة اوبك في بغداد. [بحاجة لمصدر]. كانت تسمى «قاعة الملك فيصل الثاني» او قاعة فيصل حتى 12 آب (اغسطس) 1958، حين أعلن رئيس الوزراء عبد الكريم قاسم تغيير أسماء المؤسسات والمرافق العامة من دلالات الملكية الى الجمهورية والثورية والشعبوية.

## البناء
أنشئت في عهد الملك فيصل الثاني، وتُعدّ بمنزلة مسرح ملكي، كانت القاعة في الخمسينات والستينات في منطقة لا تصل إليها المواصلات العامة.

## العروض والفعاليات
كانت القاعة  موقعاً لاحداث سنوية تقيمها مؤسسات الفنون المسرحية والموسيقية ومعاهدها وأكاديمياتها، فضلاً عن كونها موقعاً لأحداث فنية عربية ودولية بارزة ليس أقلها «مهرجان بغداد الدولي للافلام الوثائقية».

## مؤتمر 1979
ارتبط بالقاعة حدثٌ مشهور، سُمّيَ مؤتمر قاعة الخلد ومجزرة الرفاق.

## الهدم
هدمت قاعة الخلد بعد أن أصبحت جزءا من أراضي رئاسية.